# Echenais alector
Echenais alector är en fjärilsart som beskrevs av Butler 1867. Echenais alector ingår i släktet Echenais och familjen Riodinidae. Inga underarter finns listade i Catalogue of Life.